# Брюс Бівер
Брюс Бівер (англ. Bruce Beaver; *14 лютого 1928, Менлі, Новий Південний Уельс, Австралія — †17 лютого 2004) — австралійський поет і письменник.

## Біографія
Народився у 1928 році в Менлі (Manly) — передмісті на північ від Сіднея. Навчався у місцевій публічній школі та Сіднейській вищій школі для хлопчиків.
Працював за різними фахами — на фермі, на радіо, був клерком, землеміром, збирачем фруктів, коректором і журналістом, перш ніж вирішив присвятити себе цілком і повністю письменництву.
У період між 1958 і 1962 роками жив у Новій Зеландії та на острові Норфолк.
Перша книга поезій Бівера побачила світ у 1961 році. Першу поему написав у відповідь на скинення атомної бомби на Хіросіму, й продовжував писати навіть тоді, коли працював робітником. Лише завдяки вдалому фінансово одруженню зміг зайнятися виключно письменницькою діяльністю.
Попри захворювання на біполярний афективний розлад, Бівер був спроможний продовжувати писати майже до самої своєї смерті в 2004 році.
Брюс Бівер — лауреат премії Патріка Вайта (1982), низки інших національних і регіональних премій і відзнак.